# DreamWorks Channel
DreamWorks Channel (comúnmente abreviado como DreamWorks) es un canal de televisión por suscripción que pertenece y es operada por NBCUniversal, una división de Comcast. Se lanzó por primera vez en el sudeste asiático.
La programación de DreamWorks Animation, tanto en formato nuevo como de archivo, conforma los horarios de máxima audiencia y los primeros días de la nueva red hermana Universal Kids, que se lanzó en los Estados Unidos el 9 de septiembre de 2017 (una evolución de formato de una versión anterior del canal llamado "Sprout"). Los derechos de la programación de DreamWorks Animation en los Estados Unidos también están a cargo de Netflix y otras cadenas.

## Historia
DreamWorks Animation anunció el 9 de diciembre de 2014, los planes para lanzar su propio canal de televisión, a partir de Asia y que se extenderá a 19 países, en la segunda mitad de 2015. La emisora con sede en Singapur, HBO Asia, fue contratada para manejar el marketing, las ventas y los servicios técnicos, para el canal en el sudeste. Asia. El canal DreamWorks se lanzó el 1 de agosto de 2015 en Tailandia. El canal representa la primera incursión de DWA en operar su propio canal de televisión en cualquier parte del mundo como resultado de una empresa conjunta a través de CTH.
Después de la desaparición del proveedor CTH en Tailandia el 1 de septiembre de 2016, el canal ha hecho un trato con MONO29 desde el 2 de julio de 2018 para transmitir los contenidos de DreamWorks Animation en un bloque de programación.
El 22 de febrero de 2021 se estrenó el canal en España.
Un canal de Oriente Medio y África del Norte se lanzó el 1 de agosto de 2016 en asociación con Bein Network. Los canales se lanzaron bajo la operación de NBCUniversal.
El canal fue colocado bajo el vicepresidente ejecutivo de NBCU International, estilo de vida y niños, Duccio Donati en agosto de 2017. Esto emparejó el canal con E!, canales internacionales y contenido de canales de estilo de vida de NBCU. El 1 de enero de 2018, NBCUniversal International Networks asumió el papel de HBO Asia con DreamWorks Channel en el sudeste asiático.
El canal se lanzó en KPN en los Países Bajos el 23 de julio de 2019.
Se lanzó una versión emergente en Australia a través del proveedor de televisión de pago Foxtel del 1 al 30 de junio de 2020, en el canal 700 hasta una versión completa en 2021.
El canal se lanzó en África subsahariana a través del operador africano de televisión de pago StarTimes el 3 de agosto de 2020.
El canal se lanzó en España con 2 proveedores de televisión Movistar+ y Orange el 21 de febrero de 2021.
El canal se lanzó en Hong Kong, a través del operador cantonés de televisión de pago Now TV, el 17 de junio de 2021.
Una versión de 24 horas del canal lanzada en Australia, a través del proveedor de televisión paga Foxtel, el 1 de julio de 2021.
El canal se lanzó en Filipinas, a través de la versión doblada en filipino a través de Cignal, el 11 de septiembre de 2021.
A inicios del primer trimestre de 2022, NBCUniversal anunció a través del portal PRODU, que lanzaría una versión latinoamericana de DreamWorks Channel, para marzo de 2022 y que sería operada por NBCUniversal International Networks Latin America y distribuida por Ole Distribution, una empresa conjunta entre Warner Bros. Discovery y Ole Communications. El lanzamiento de la versión latinoamericana de DreamWorks Channel, tendrá lugar en Chile, luego de que VTR, Gtd, Telsur y Zapping TV, decidieran incorporarlo a sus grillas de programación.

## Programación
El contenido del canal consiste principalmente en series producidas por DreamWorks Animation SKG y la biblioteca DreamWorks Classics. Sin embargo, las películas de DWA solo se emiten en la versión MENA.

### Bloques de programación
- DreamWorks Junior: los programas del canal DreamWorks Channel están dirigidos a niños en edad preescolar todos los días todas las mañanas.[5] Los programas que se ven actualmente en este bloque incluyen Guess with Jess, Raa Raa the Noisy Lion y 3-2-1 Penguins!.

## Versiones
| País                             | Tipo  | Fecha de lanzamiento     | Ref.          |
| -------------------------------- | ----- | ------------------------ | ------------- |
| Tailandia (Inglés)               | Canal | 1 de agosto de 2015      | [ 5 ]         |
| Tailandia (Tailandés)            | Canal | 1 de septiembre de 2015  | [ 5 ]         |
| Malasia                          | Canal | 10 de septiembre de 2015 | [ 16 ]        |
| Indonesia                        | Canal | 2 de marzo de 2016       | [ 17 ]        |
| Singapur                         | Canal | 3 de marzo de 2016       |               |
| Hong Kong (Inglés)               | Canal | 1 de abril de 2016       |               |
| Macao (Inglés)                   | Canal | 1 de abril de 2016       |               |
| Hong Kong (Cantonés)             | Canal | 1 de abril de 2016       |               |
| Macao (Cantonés)                 | Canal | 1 de abril de 2016       |               |
| Corea del Sur                    | Canal | 3 de mayo de 2016        | [ 18 ]        |
| Corea del Sur                    | SVOD  | 3 de mayo de 2016        | [ 18 ]        |
| Medio Oriente y África del Norte | Canal | 1 de agosto de 2016      | [ 6 ] [ 19 ]  |
| Países Bajos                     | Canal | 23 de julio de 2019      | [ 10 ]        |
| Australia (canal emergente)      | Canal | 1 de junio de 2020       | [ 11 ]        |
| África Subsahariana              | Canal | 3 de agosto de 2020      | [ 12 ]        |
| España                           | Canal | 22 de febrero de 2021    | [ 13 ]        |
| Hong Kong (Mandarín)             | Canal | 17 de junio de 2021      | [ 20 ]        |
| Macao (Mandarín)                 | Canal | 17 de junio de 2021      | [ 20 ]        |
| Australia (canal 24/7)           | Canal | 1 de julio de 2021       | [ 21 ]        |
| Filipinas (Filipino)             | Canal | 11 de septiembre de 2021 |               |
| India                            | Canal | 25 de noviembre de 2021  |               |
| Latinoamérica                    | Canal | 1 de abril de 2022       | [ 22 ] [ 23 ] |